# Équipe des États-Unis de ski alpin
L'équipe nationale américaine de ski alpin représente les États-Unis dans les compétitions internationales de ski alpin telles que les Jeux Olympiques d'hiver, la Coupe du monde de ski alpin et les championnats du monde de ski alpin.

## Coupe du monde
Les skieurs américains ont remporté 14 gros globes de cristal de ski alpin, et 42 petits globes de cristal.

### Hommes

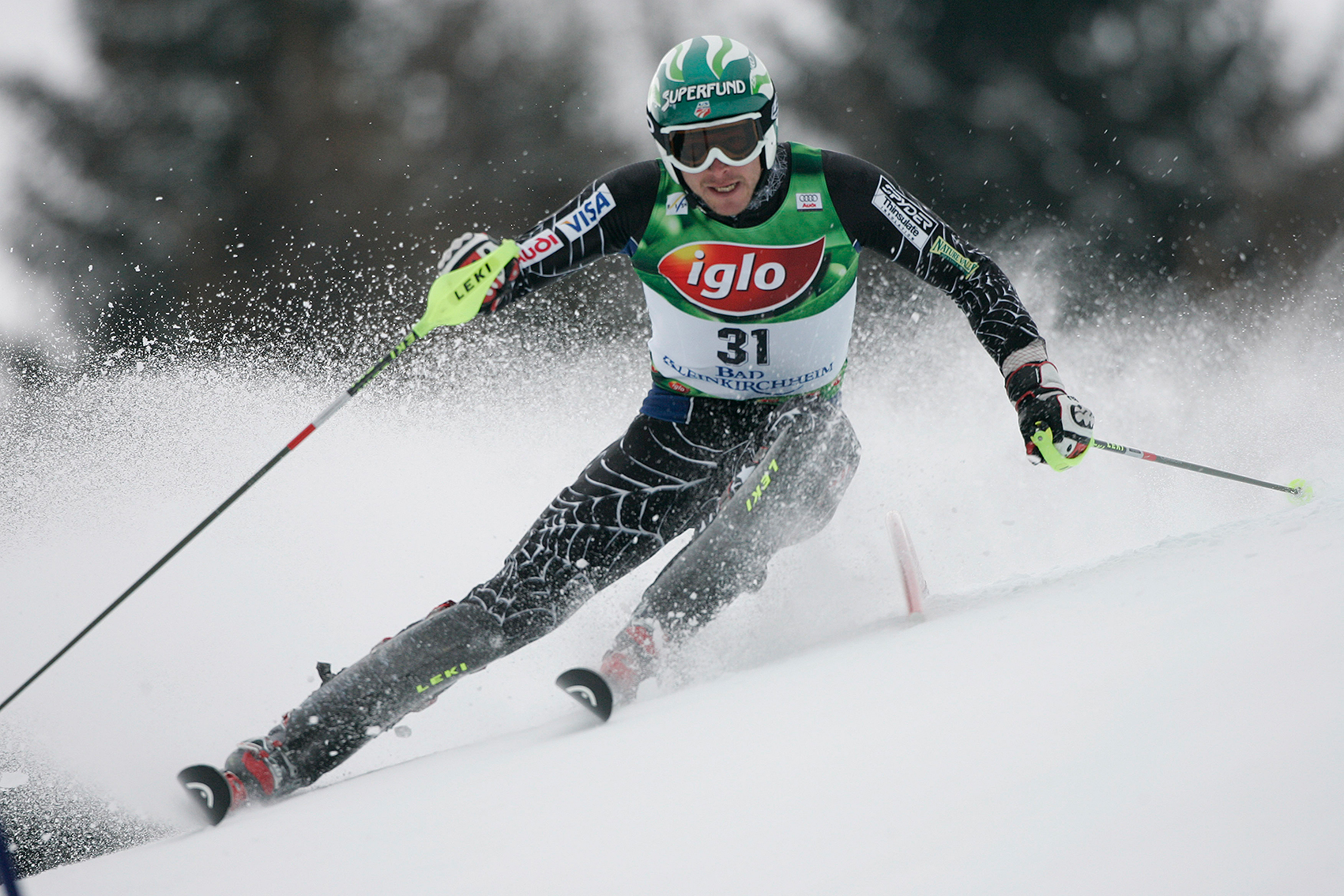
Bode Miller en 2008

#### Globes de cristal
| Skieur      | Général | Descente | Super G | Géant | Slalom | Combinée | Parallèle | Total |
| ----------- | ------- | -------- | ------- | ----- | ------ | -------- | --------- | ----- |
| Phil Mahre  | 3       | -        | -       | 2     | 1      | -        | -         | 6     |
| Bode Miller | 2       | -        | 2       | 1     | -      | 3        | -         | 8     |
| Ted Ligety  | -       | -        | -       | 5     | -      | 1        | -         | 6     |
| Total       | 5       | 2        | 8       | 1     | 4      | -        | -         | 20    |

#### Nombres de victoires
|   | Skieur        | Saisons | Victoires | Des | SG | GS | SS | Com. | Par. |
| - | ------------- | ------- | --------- | --- | -- | -- | -- | ---- | ---- |
| 1 | Bode Miller   | 16      | 33        | 8   | 5  | 9  | 5  | 6    | -    |
| 2 | Phil Mahre    | 9       | 27        | -   | -  | 7  | 9  | 11   | -    |
| 3 | Ted Ligety    | 16      | 25        | -   | -  | 24 | -  | 1    | -    |
| 4 | Daron Rahlves | 11      | 12        | 9   | 3  | -  | -  | -    | -    |

### Femmes

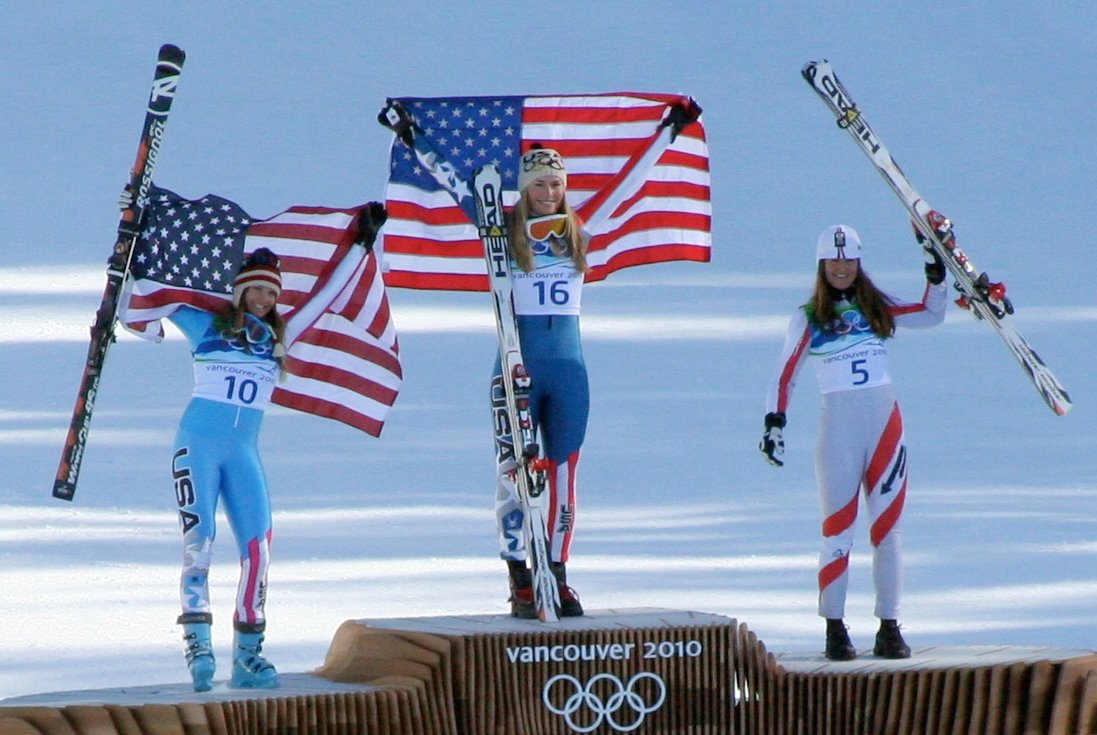
Julia Mancuso et Lindsey Vonn en 2010

#### Globes de cristal
| Skieur           | Général | Descente | Super G | Géant | Slalom | Combinée | Parallèle | Total |
| ---------------- | ------- | -------- | ------- | ----- | ------ | -------- | --------- | ----- |
| Lindsey Vonn     | 4       | 8        | 5       | -     | -      | 3        | -         | 20    |
| Mikaela Shiffrin | 4       | -        | 1       | 1     | 7      | -        | -         | 13    |
| Tamara McKinney  | 1       | -        | -       | 1     | 1      | -        | -         | 3     |
| Total            | 9       | 8        | 6       | 2     | 8      | 3        | -         | 36    |

#### Nombre de victoires
|   | Skieur           | Victoires | Des | SG | GS | SS | Com. | Par. |
| - | ---------------- | --------- | --- | -- | -- | -- | ---- | ---- |
| 1 | Mikaela Shiffrin | 85        | 3   | 5  | 19 | 52 | 1    | 5    |
| 2 | Lindsey Vonn     | 82        | 43  | 28 | 4  | 2  | 5    | -    |
| 3 | Tamara McKinney  | 18        | -   | -  | 9  | 9  | -    | -    |
| 4 | Picabo Street    | 9         | 9   | -  | -  | -  | -    | -    |
| 5 | Julia Mancuso    | 7         | 3   | 2  | -  | -  | 1    | 1    |

## Championnats du monde

### Hommes
| Année | Descente                    | Slalom     | Géant         | Super G       | Combiné        | Parallèle |
| ----- | --------------------------- | ---------- | ------------- | ------------- | -------------- | --------- |
| 1931  |                             |            |               |               |                |           |
| 1932  |                             |            |               |               |                |           |
| 1933  |                             |            |               |               |                |           |
| 1934  |                             |            |               |               |                |           |
| 1935  |                             |            |               |               |                |           |
| 1936  |                             |            |               |               |                |           |
| 1937  |                             |            |               |               |                |           |
| 1938  |                             |            |               |               |                |           |
| 1939  |                             |            |               |               |                |           |
| 1950  |                             |            |               |               |                |           |
| 1954  |                             |            |               |               |                |           |
| 1958  |                             |            |               |               |                |           |
| 1962  |                             |            |               |               |                |           |
| 1966  |                             |            |               |               |                |           |
| 1970  |                             | Billy Kidd |               |               | Billy Kidd     |           |
| 1974  |                             |            |               |               |                |           |
| 1978  |                             |            |               |               | Pete Patterson |           |
| 1982  |                             |            | Steve Mahre   |               |                |           |
| 1985  | A.J. Kitt                   |            |               |               |                |           |
| 1987  |                             |            |               |               |                |           |
| 1989  |                             |            |               |               |                |           |
| 1991  |                             |            |               |               |                |           |
| 1993  | Doug Lewis                  |            |               |               |                |           |
| 1996  |                             |            |               |               |                |           |
| 1997  |                             |            |               |               |                |           |
| 1999  |                             |            |               |               |                |           |
| 2001  |                             |            |               | Daron Rahlves |                |           |
| 2003  |                             |            | Bode Miller   | Bode Miller   | Bode Miller    |           |
| 2005  | Bode Miller · Daron Rahlves |            | Daron Rahlves | Bode Miller   |                |           |
| 2007  |                             |            |               |               |                |           |
| 2009  |                             |            | Ted Ligety    |               |                |           |
| 2011  |                             |            | Ted Ligety    |               |                |           |
| 2013  |                             |            | Ted Ligety    | Ted Ligety    | Ted Ligety     |           |
| 2015  | Travis Ganong               |            |               | Ted Ligety    | Ted Ligety     |           |
| 2017  |                             |            |               |               |                |           |
| 2019  |                             |            |               |               |                |           |
| 2021  |                             |            |               |               |                |           |
| 2023  |                             |            |               |               |                |           |

### Femmes
| Année | Descente                     | Slalom           | Géant                        | Super G                         | Combiné          | Parallèle |
| ----- | ---------------------------- | ---------------- | ---------------------------- | ------------------------------- | ---------------- | --------- |
| 1931  |                              |                  |                              |                                 |                  |           |
| 1932  |                              |                  |                              |                                 |                  |           |
| 1933  |                              |                  |                              |                                 |                  |           |
| 1934  |                              |                  |                              |                                 |                  |           |
| 1935  |                              |                  |                              |                                 |                  |           |
| 1936  |                              |                  |                              |                                 |                  |           |
| 1937  |                              |                  |                              |                                 |                  |           |
| 1938  |                              |                  |                              |                                 |                  |           |
| 1939  |                              |                  |                              |                                 |                  |           |
| 1950  |                              |                  |                              |                                 |                  |           |
| 1954  |                              |                  | Jannette Burr                |                                 |                  |           |
| 1958  |                              |                  | Sally Deaver                 |                                 |                  |           |
| 1962  | Barbara Ferries              |                  | Joan Hannah                  |                                 |                  |           |
| 1966  |                              | Penny McCoy      |                              |                                 |                  |           |
| 1970  |                              | Barbara Cochran  |                              |                                 | Marilyn Cochran  |           |
| 1974  |                              |                  |                              |                                 |                  |           |
| 1978  |                              |                  |                              |                                 |                  |           |
| 1982  | Cindy Nelson                 | Christin Cooper  | Christin Cooper              |                                 | Christin Cooper  |           |
| 1985  |                              |                  | Diann Roffe · Eva Twardokens |                                 | Tamara McKinney  |           |
| 1987  |                              |                  |                              |                                 | Tamara McKinney  |           |
| 1989  |                              | Tamara McKinney  |                              |                                 | Tamara McKinney  |           |
| 1991  |                              |                  |                              |                                 |                  |           |
| 1993  |                              | Julie Parisien   |                              |                                 | Picabo Street    |           |
| 1996  | Picabo Street · Hilary Lindh |                  |                              | Picabo Street                   |                  |           |
| 1997  | Hilary Lindh                 |                  |                              |                                 |                  |           |
| 1999  |                              |                  |                              |                                 |                  |           |
| 2001  |                              |                  |                              |                                 |                  |           |
| 2003  |                              |                  |                              | Kirsten L. Clark · Jonna Mendes |                  |           |
| 2005  | Julia Mancuso                |                  | Julia Mancuso                |                                 |                  |           |
| 2007  | Lindsey Vonn                 |                  |                              | Lindsey Vonn                    | Julia Mancuso    |           |
| 2009  | Lindsey Vonn                 |                  |                              | Lindsey Vonn                    |                  |           |
| 2011  | Lindsey Vonn                 |                  |                              | Julia Mancuso                   |                  |           |
| 2013  |                              | Mikaela Shiffrin |                              | Julia Mancuso                   |                  |           |
| 2015  |                              | Mikaela Shiffrin |                              | Lindsey Vonn                    |                  |           |
| 2017  | Lindsey Vonn                 | Mikaela Shiffrin | Mikaela Shiffrin             |                                 |                  |           |
| 2019  | Lindsey Vonn                 | Mikaela Shiffrin | Mikaela Shiffrin             | Mikaela Shiffrin                |                  |           |
| 2021  |                              | Mikaela Shiffrin | Mikaela Shiffrin             | Mikaela Shiffrin                | Mikaela Shiffrin |           |
| 2023  |                              | Mikaela Shiffrin | Mikaela Shiffrin             | Mikaela Shiffrin                |                  |           |

## Jeux olympiques

### Hommes
| Jeux | Descente     | Super G                        | Géant      | Slalom                   | Combiné     |
| ---- | ------------ | ------------------------------ | ---------- | ------------------------ | ----------- |
| 1936 |              |                                |            |                          |             |
| 1948 |              |                                |            |                          |             |
| 1952 |              |                                |            |                          |             |
| 1956 |              |                                |            |                          |             |
| 1960 |              |                                |            |                          |             |
| 1964 |              |                                |            | Billy Kidd · Jimmy Heuga | Billy Kidd  |
| 1968 |              |                                |            |                          |             |
| 1972 |              |                                |            |                          |             |
| 1976 |              |                                |            |                          | Greg Jones  |
| 1980 |              |                                |            | Phil Mahre               | Phil Mahre  |
| 1984 | Bill Johnson |                                |            | Phil Mahre · Steve Mahre |             |
| 1988 |              |                                |            |                          |             |
| 1992 |              |                                |            |                          |             |
| 1994 | Tommy Moe    | Tommy Moe                      |            |                          |             |
| 1998 |              |                                |            |                          |             |
| 2002 |              | Bode Miller                    |            |                          | Bode Miller |
| 2006 |              |                                |            |                          | Ted Ligety  |
| 2010 | Bode Miller  | Bode Miller · Andrew Weibrecht |            |                          | Bode Miller |
| 2014 |              | Andrew Weibrecht · Bode Miller | Ted Ligety |                          |             |
| 2018 |              |                                |            |                          |             |
| 2022 |              | Ryan Cochran-Siegle            |            |                          |             |

### Femmes
| Jeux | Descente                     | Super G       | Géant                              | Slalom               | Combiné          |
| ---- | ---------------------------- | ------------- | ---------------------------------- | -------------------- | ---------------- |
| 1936 |                              |               |                                    |                      |                  |
| 1948 |                              |               |                                    | Gretchen Fraser      | Gretchen Fraser  |
| 1952 |                              |               | Andrea Mead-Lawrence               | Andrea Mead-Lawrence |                  |
| 1956 |                              |               |                                    |                      |                  |
| 1960 | Penny Pitou                  |               | Penny Pitou                        | Betsy Snite          |                  |
| 1964 |                              |               | Jean Saubert                       | Jean Saubert         |                  |
| 1968 |                              |               |                                    |                      |                  |
| 1972 | Susie Corrock                |               |                                    | Barbara Cochran      |                  |
| 1976 | Cindy Nelson                 |               |                                    |                      |                  |
| 1980 |                              |               |                                    |                      | Cindy Nelson     |
| 1984 |                              |               | Debbie Armstrong · Christin Cooper |                      |                  |
| 1988 |                              |               |                                    |                      |                  |
| 1992 | Hilary Lindh                 |               | Diann Roffe                        |                      |                  |
| 1994 | Picabo Street                | Diann Roffe   |                                    |                      |                  |
| 1998 |                              | Picabo Street |                                    |                      |                  |
| 2002 |                              |               |                                    |                      |                  |
| 2006 |                              |               | Julia Mancuso                      |                      |                  |
| 2010 | Lindsey Vonn · Julia Mancuso | Lindsey Vonn  |                                    |                      | Julia Mancuso    |
| 2014 |                              |               |                                    | Mikaela Shiffrin     | Julia Mancuso    |
| 2018 | Lindsey Vonn                 |               | Mikaela Shiffrin                   |                      | Mikaela Shiffrin |
| 2022 |                              |               |                                    |                      |                  |